# Брошь из Тары
Брошь из Та́ры — хранящаяся в Национальном музее Ирландии литая из бронзы, посеребренная, с добавлением янтаря, золота, стекла и меди брошь, украшенная латенскими узорами, один из самых ценных образцов ирландского островного искусства VIII века. Брошь весит 224,36 грамм, её диаметр в кольце — 8,7 см, общая длина — 22,5 см. Частично была восстановлена в лабораториях музея (восстановлены фрагменты человеческих голов, присутствующих в узоре).
Несмотря на то, что она названа в честь холма Тары, найдена она была не на нём; находка состоялась в августе 1850 года в деревне Беттистаун графства Мит. Название было дано, учитывая богатство отделки броши — был сделан вывод, что она происходит из резиденции Верховных королей Ирландии.

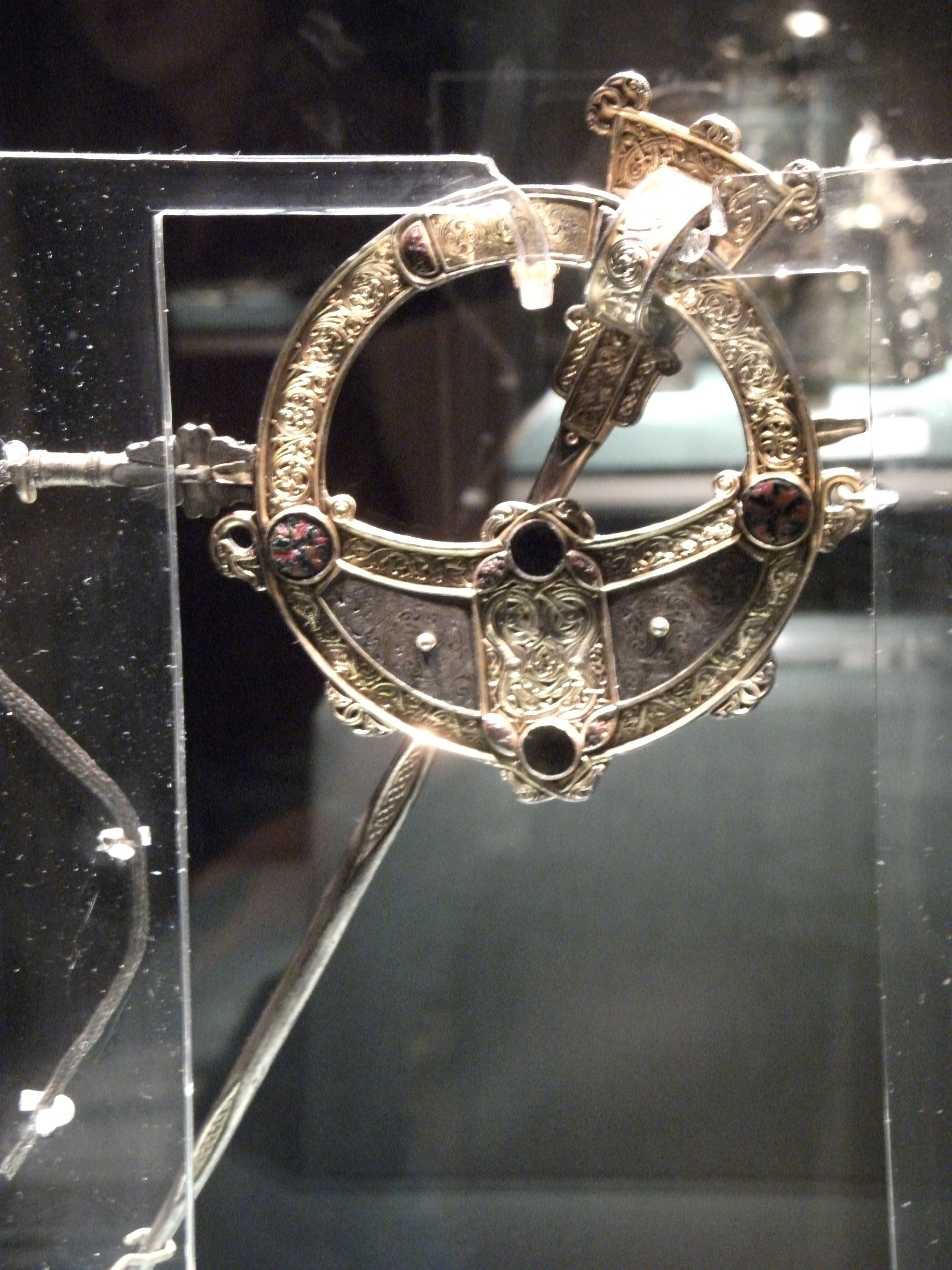
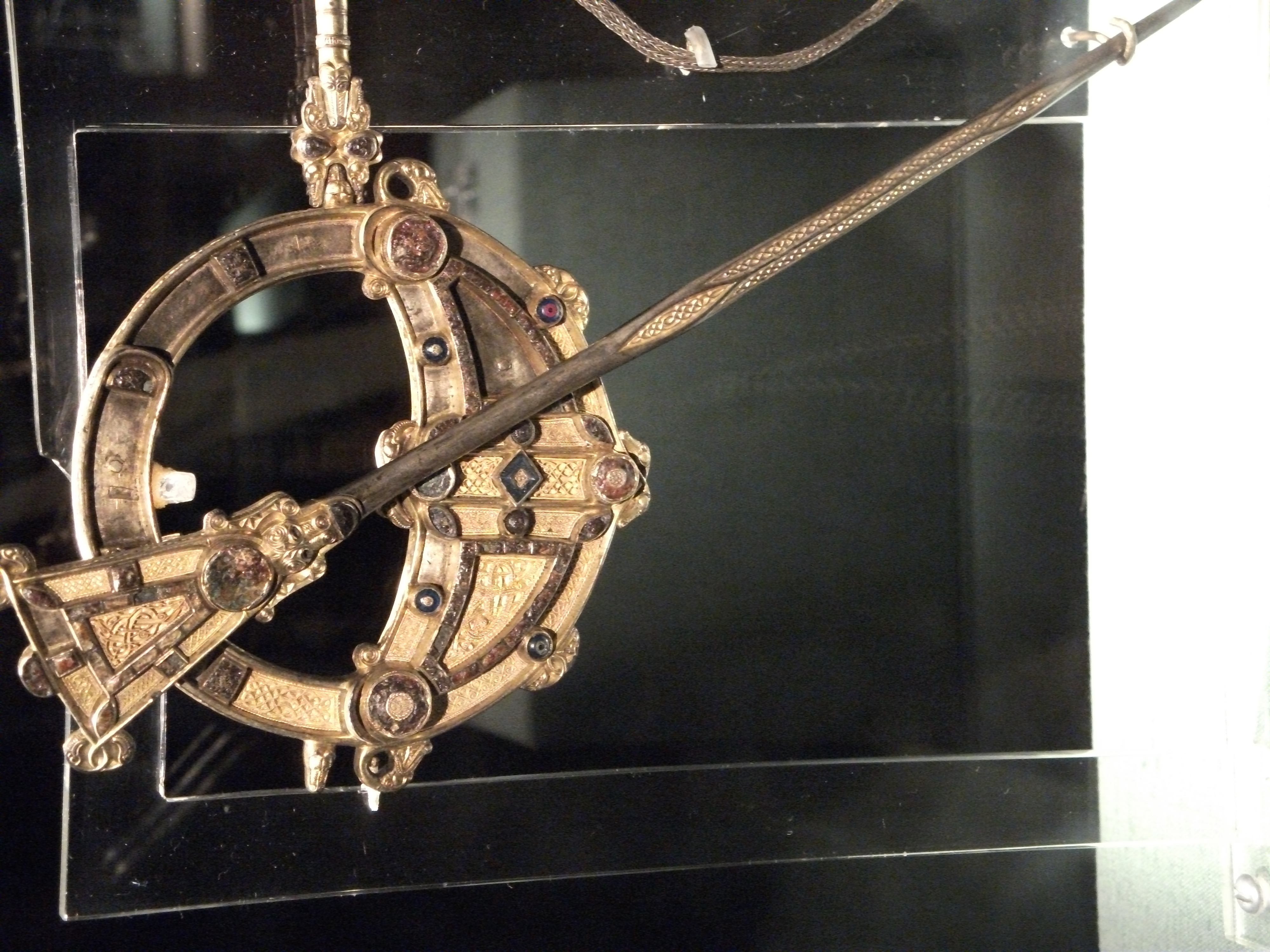